# レッド・オクトーバーを追え
『レッド・オクトーバーを追え』（The Hunt for Red October）は、1984年より出版されたトム・クランシーによるアメリカ合衆国の小説。著者の処女作であり、「ジャック・ライアン」（Jack Ryan）シリーズの第1作目。時系列では第11作目『教皇暗殺』(Red Rabbit)と第3作目『クレムリンの枢機卿』(The Cardinal of the Kremlin)の間にあたる。
Naval Institute Pressより1984年10月1日に出版。日本では、井坂清による翻訳で文藝春秋の文春文庫より上下巻構成で1985年12月に出版。

## 概要
自国の最新鋭弾道ミサイル潜水艦「レッド・オクトーバー」を伴い狂人になったように見えるソビエトの潜水艦艦長マルコ・ラミウスと、ラミウスは米国への亡命を意図しているという持論を証明しなければならない中央情報局で働くアナリスト、ジャック・ライアンを描く。クランシーの最も人気のある架空の人物であるジャック・ライアンの初登場を記念する作品である。
『レッド・オクトーバーを追え』は、特に当時の米国大統領ロナルド・レーガンが本書を読んで楽しんだと発言したことで、クランシーの小説家として出世するきっかけとなった。1990年3月2日には同名の映画化作品が公開され、本書に基づいた複数のPCゲームやビデオゲームが開発された。それ以来、本書はテクノスリラーという本のジャンルを主流にするのに役立った。

## あらすじ
冷戦時代、リトアニア系のソビエト海軍潜水艦艦長であるマルコ・ラミウスは、タイフーン級弾道ミサイル潜水艦「レッド・オクトーバー」に乗り厳選された将校たちと共に米国への亡命を計画する。 レッド・オクトーバーは、パッシブ・ソナーによる音響探知を極めて困難にし、アメリカ領海に潜入して警告なしに核ミサイルを発射できるようにする、「キャタピラー推進」と呼ばれる最先端の無音推進システムを搭載している。艦がポリャルヌイの潜水艦基地を離れるときに、ラミウスは彼の政治士官であるイワン・プーチンを殺し、彼が亡命の邪魔をしないようにする。ラミウスは、キャタピラー推進の有効性を検証するため、かつての生徒であるヴィクトル・ツポレフが指揮する、ソビエトのアルファ級攻撃型潜水艦V.K.コノヴァロフと軍事演習を行う命を受けていた。しかしそうせず、彼は北米沿岸へ針路を取り、下級船員にはキューバまで探知されないまま突き進むと偽って伝える。出航前に、ラミウスは亡き妻ナターリャの叔父であるユーリ・パドーリン提督に手紙を送り、亡命する意向を堂々と述べていた。そのため、ソビエト北方艦隊は、レッド・オクトーバーを沈めるために捜索救助任務の名目で出航する。
まったく偶然に、レッド・オクトーバーはアイスランド沖のレイキャネス海嶺でソビエト潜水艦が使う航路の入り口を巡視しているバート・マンキューソが指揮するロサンゼルス級潜水艦USSダラスの近くを通過する。「ダラス」のソナー員はステルス推進機の音を聞き取ったが、それが潜水艦であるとすぐには識別できなかった。（ソビエト北方艦隊が大西洋に予告なしに侵入したことが原因で）米国とソビエト艦隊の間で緊張が高まるなか、ダラスの乗組員はレッド・オクトーバーの音響信号のテープを分析し、それが新しい推進システムの音であることに気付く。一方、 CIAアナリストで元海兵隊のジャック・ライアンは、当初、MI6のレッド・オクトーバーの写真を調べる任務を負っていたが、その潜水艦の新種の構造はステルス推進機を搭載するものであるという情報を得る。
その後、ラミウスの手紙に関する情報を北方艦隊全体のその後の出撃と結びつけ、ライアンはラミウスの亡命計画を推測する。米軍は、ソビエト艦隊が推測された以外の意図を持っている場合の不測の事態に備えて計画を立てると同時に、不本意ながら支援することに同意する。ラミウスが彼と彼の将校たちを亡命させる計画をモスクワに伝えたことが明らかになったあと、ライアンはラミウスと彼の艦を追跡中のソビエト艦隊から遠ざける責任を負うことになり、空母HMSインヴィンシブルから機動部隊を指揮する、イギリス海軍の古い知人であるジョン・ホワイト提督と会うことになる。
ラミウスが原子炉事故を偽装したあと、アメリカ海軍は深海救難艇を使ってレッド・オクトーバーの下級船員を救出する。ラミウスと彼の将校たちは後ろに残り、潜水艦がアメリカ人の手に渡るのを防ぐために潜水艦を自沈させようとしていると断言する。レッド・オクトーバーが破壊されたとソビエトに確信させるため、偽装として退役した米国の弾道ミサイル潜水艦USSイーサン・アレンが水中で爆破される。イーサン・アレンの残骸から、レッド・オクトーバーの主計器盤から取り外された深度計（適切なシリアル番号付き）があたかも引き揚げられたものであるかのように見せかけられた。一方、ライアン、マンキューソ艦長と数名の乗組員、そしてオーエン・ウィリアムズ（ロシア語を話せるインヴィンシブルのイギリス人将校）はレッド・オクトーバーに乗り込み、ラミウスと対面する。
レッド・オクトーバーは沈没したとソビエト側に確信させる策略に成功し、ソビエト軍は撤退するが、ツポレフの潜水艦「V.K.コノヴァロフ」は残留した。レッド・オクトーバーの料理人イーゴリ・ロギノフは、実はGRUの情報部員であり、ラミウスの意図を疑い、ほかの乗組員が退避しているあいだ密かに艦内に留まっていた。彼はサイロにあるミサイルを手動で発射してレッド・オクトーバーを破壊しようとする。発見されたロギノフはカマロフ少佐（航海長）を射殺し、ラミウスとウィリアムズに重傷を負わせた。ライアンはGRU諜報員の説得を試みるが、彼は聞く耳を持たず潜水艦のミサイル区画での銃撃戦で殺される。
その後V.K.コノヴァロフは、他の2隻の潜水艦に護衛される、オハイオ級潜水艦らしきものを偶然発見する。その音響的特徴から、ツポレフはその「オハイオ」は実は沈没したはずのレッド・オクトーバーであることに気付き、交戦を開始する。レッド・オクトーバーを護衛する2隻のアメリカ潜水艦は、交戦規定によりコノヴァロフへの発砲が禁じられており、レッド・オクトーバーは魚雷を搭載していない。コノヴァロフからの魚雷でレッド・オクトーバーが損傷する緊迫した戦闘のあと、ラミウスは体当たりでコノヴァロフを沈めることに成功し、ツポレフとその乗組員を殺した。
アメリカ人はレッド・オクトーバーをバージニア州ノーフォークの乾ドックに安全に護送し、レッド・オクトーバーはそこで米軍情報部によって分析される。ラミウスと彼の乗組員はCIAの隠れ家に案内され、そこで彼らには新しい身元が与えられて、アメリカでの安定した生活を始める。ライアンは上司から褒められ、状況報告のあと、飛行機でロンドンの配属先に戻る。

## 登場人物

### ソビエト
マルコ・アレクサンドロヴィッチ・ラミウス海軍大佐
ソビエト海軍の最新鋭弾道ミサイル潜水艦「レッド・オクトーバー」を指揮する艦長。彼は、個人的な要因によって亡命の決意に拍車を掛けられた。彼の妻、ナターリャは、酒に酔った無能な医者の手で亡くなったが、その医者は政治局員の息子であったため罰を免れた。ナターリャの早すぎる死は、ソビエト統治の冷淡さに対するラミウスの長年に渡る幻想の崩壊と、レッド・オクトーバーが世界情勢を不安定化させる恐れと相まって、ソビエトの支配体制の欠陥に対する彼の忍耐を使い果たしてしまう。
ヴィクトル・アレクセイエビィッチ・ツポレフ中佐
アルファ級攻撃型潜水艦V.K.コノヴァロフの指揮官でありラミウスの元生徒。
ワシーリー・ボロジン中佐
レッド・オクトーバーの副長
エフゲニー・コンスタンチノヴィッチ・ペトロフ医師
レッド・オクトーバーの軍医
イーゴリ・ロギノフ
GRU諜報員、艦の亡命または鹵獲を防ぐために料理人としてレッド・オクトーバーに乗艦
アレクセイ・アルバトフ
ソビエト駐米大使
イワン・ユリエヴィッチ・プーチン中佐
レッド・オクトーバーに乗艦している政治士官（ザムポリト）。彼がラミウスの亡命を妨害しないようにラミウスによって殺される。
ユーリ・イリイッチ・パドーリン提督
ソビエト海軍政治部長、ラミウスの義理の叔父であり庇護者

### アメリカおよびイギリス
ジョン・パトリック（ジャック）・ライアン博士
米国中央情報局と英国秘密情報部の連絡係。元海兵隊少尉
バートロメオ・ヴィート（バート）・マンキューソ艦長
アメリカ海軍ロサンゼルス級潜水艦USSダラス艦長
ロナルド（ジョーンジー）・ジョーンズ 1級ソナー員
アメリカ海軍ダラス乗艦のソナー員。レッド・オクトーバーとその無音推進機を最初に識別する。
ジョン・ホワイト中将、第八代ウェストン伯爵
空母HMSインヴィンシブルを指揮するイギリス海軍の将校であり、ライアンの個人的な友人。
オーエン・ウィリアムズ大尉、
インヴィンシブルに乗艦しているイギリス海軍大尉。ロシア語ができるという理由でレッド・オクトーバーまでライアンに同行する。
”スキップ” オリヴァー・ウェンデル・タイラー
アメリカ海軍のコンサルティング業務を行っているメリーランド州アナポリスにあるアメリカ海軍兵学校の教官。元海軍士官であった彼は、（彼がその搭載を断定した）レッド・オクトーバーの新しい無音推進システムの構造の変化を特定することをライアンから任させる。
ロバート・ジェファーソン（ロビー）・ジャクソン中佐
空母USSジョン・F・ケネディの飛行隊VF-41の指揮官 
ジェフリー・ペルト博士
米国大統領の国家安全保障問題特別顧問
アーサー・ムーア
中央情報局長官
ジェームズ・グリーア海軍中将
CIA情報担当副長官
ロバート・リッター
CIA作戦担当副局長

## テーマ
『レッド・オクトーバーを追え』は、武器、潜水艦、スパイ活動、軍隊に関する技術的な詳細を盛り込んだ、トム・クランシーの文体が紹介された作品である。クランシーの著作の正確さは米軍の間でも知られており、1986年のインタビューでクランシーは次のように述べている：「昨年、ジョン・リーマン海軍長官に会ったとき、彼がこの本について最初に尋ねたのは『いったい誰が明かしたんだ？』でした。」
この小説は、敵と物理的な対立ではなく政治力が使われる点で、ジェームズ・クラベルの作品、特に「将軍 Shōgun」（1975）や「Noble House」（1981）と共通の要素がある。クランシーはソビエト人、特にラミウス艦長を同情的に描き、ほとんどの登場人物についてその行動や恐怖に理解できるように描いている。それと同時に、専門的職業においてより有能であると示されているアメリカ人と、ソビエト人の哲学や価値観を比較し対照的に描いている。これは米海軍は装備がより優れており、またほとんどが徴兵であるソビエトの水兵よりよく訓練されていることで説明されている。
小説の中では、米国とその兵士は間違いなく「善人」である。アメリカには欠陥があるが、最終的には世界の善と希望のための力であるという中心テーマは、著者が後の小説でさらに探求することになるものである。しかし『レッド・オクトーバーを追え』とは異なり、それら後の小説には、権力や欲に駆られた悪いアメリカ人が登場することが多い。
さらに『レッド・オクトーバーを追え』は、主人公のジャック・ライアンの成長物語でもある。しかし現代アメリカ文学でよく目にする、責任から逃げるというテーマではなく、ライアンが大人の世界の重荷に向かって突進することで、クランシーはこの慣習を覆している。さらに、本書はジャック・ライアンを新しい型のアメリカの英雄、ある危機を解決するために物理的な力ではなく自分の予備知識を使う普通の人として登場させた。

## 制作
クランシーはまだ幼い頃から海軍の歴史や海の探検を熱心に読んでいた。しかしのちに、彼は視力が弱いことを理由に、兵役を拒否された。高校を卒業して最終的に英文学を専攻したときから、彼は常に小説を書きたいと思っていた。彼は最終的に、当時の妻の家族が経営する中小企業の保険代理店に就職した。
余暇を利用して、クランシーは1982年11月11日に『レッド・オクトーバーを追え』の執筆を始め、4か月後の1983年2月23日に完成させた。クランシーはこの小説のための調査で極秘情報を入手できるという、世間一般に信じられている説に反して、ソビエト潜水艦を正確に記述するため、彼は技術マニュアル、元潜水艦乗組員との話し合い、ノーマン・ポルマーの「ソ連海軍事典」（Guide to the Soviet Navy）や「Combat Fleets of the World」などの本を参考にしていた。
その後クランシーは、以前にMXミサイルに関する記事を執筆した雑誌「Proceedings」を出版するNaval Institute Pressに、この小説の初稿を提出した。3週間後、Naval Institute Pressは彼の原稿を、約100ページに相当する非常に多くの技術的詳細を削除する要求と併せて返送した。そして作品を修正した後、クランシーは『レッド・オクトーバーを追え』をNaval Institute Pressに5,000ドルというささやかな金額で売却した。
フィクションを出版することを決めたばかりだったNaval Institute Pressは、クランシーの作品を最初に出版する小説とした。編集者のDeborah Grosvenorは「ここにベストセラーになる可能性があると思います。私たちがこれを手に入れなければ、他の誰かがそうするでしょう。」と、出版社を説得したことをのちに思い出した。彼女はクランシーが「物語を書く天性の能力があり、彼の登場人物は非常に機知に富んだ会話をする」と信じていた。

## 評価

### 批評
この本は、批評家たち、特にアメリカ政府からの称賛を受けた。ロナルド・レーガン大統領は、クリスマスプレゼントとして贈られたこの本を「完璧な物語」「面白くて止められない」と語り、彼の推薦は小説の売り上げを押し上げ、ベストセラー作家としてのクランシーの評判を確立させた。クランシーはその評価について次のように述べている「驚愕し、唖然とし、圧倒され、胆をつぶしました。でも私は驚きませんでした。」ホワイトハウスのメンバーもこの本のファンが多かった。
『レッド・オクトーバーを追え』は軍隊の間でも人気があった。1985年にUSSハイマン・G・リッコーヴァーを訪れた際、クランシーは乗組員の間でこの小説が26冊あることを発見した。ワシントンポスト紙は、独自の批評で、この小説を「C.S.フォレスターがこの形式を完成させて以来、最も満足のいくシーチェイス小説」と称賛した。

### 商業
Naval Institute Pressが初めて出版したフィクション作品に対する（当初は軍人を対象にした）大規模な販促キャンペーンにより、本書は1985年3月までに45,000部を売り上げた。クランシーは1991年のインタビューで、次のように述べている。「ハードカバーが5,000ないし10,000部売れれば、それで終わりと思っていました。お金を稼ぐことを本当に考えていませんでした。」
レーガンの推薦を受けた『レッド・オクトーバーを追え』はニューヨーク・タイムズ紙を筆頭に、全米のベストセラーリストのトップになった。最終的にはハードカバーで365,000部以上を売り上げた。Berkley Booksが49,500ドルでペーパーバックの権利を手に入れた後、この小説はさらに430万部を売り上げた。

## 映画化
この小説は長編映画化され、冷戦終結から数ヶ月後の1990年3月2日に米国で公開された。マルコ・ラミウス艦長をショーン・コネリーが、ジャック・ライアンをアレック・ボールドウィンが演じた。ジャック・ライアンの映画シリーズの第1作目であり、この映画シリーズはのちに小説とは異なる年代順で展開される。この映画は、レッド・オクトーバーが乾ドックに向かうためメイン州のペノブスコット川を上ることや、ライアンがHMSインヴィンシブルに乗船したことを含めイギリス海軍の機動部隊が省略されていること、また「キャタピラー推進」が、フロートンネル内の一連の機械的な羽根車による推進機ではなく、磁気流体力学的な推進システムで、本質的には「水のためのジェットエンジン」と説明されていることなど、多くの逸脱があるが、小説をほぼ忠実に描写している。とはいえ、小説でも映画でもキャタピラー推進は探知できないほど静かと考えられる。
この映画は批評家から主に好意的な評価を受け、Rotten Tomatoesでは66件のレビューに基づいて88％の評価を受けた。 また北米で1億2,200万ドル、全世界では2億ドル以上の、年間6位の興行収入を挙げた映画である。 1991年のインタビューで、クランシーはこの映画の成功について次のように述べている。「この映画には多くの技術的な間違いがあり、必要ないと思えるストーリーの変更もあったが、原作の精神にはかなり忠実だった。ただ、印刷された言葉とスクリーンに投影された視覚的表現は2つの異なる芸術形式であって、それらは非常に異なる役割を持っていることを忘れてはならない。」

## ゲーム化
この小説は、コンピューター、ビデオ、およびコンソールの3つのゲームの土台にもなりました。潜水艦シミュレーターと戦略ゲームを融合したバージョンが1987年に発売され、好評を博した。1990年には映画を題材にした別のゲームが発売された。1991年には家庭用ビデオゲームがNES向けに発売され、のちにゲームボーイやSNES向けにも発売された。さらに、1988年にTSR社から発売されたボードゲームは、史上最も売れたウォーゲームの1つになった。
2015年末、River Horse社は権利を取得したことを発表し、この知的財産に基づいて別のゲームをクラウドファンディングで提供する意向を発表した。ただし、2017年末現在、そのプロジェクトの結果は不明である。

## 遺産
『レッド・オクトーバーを追え』は、テクノスリラーという本のジャンルを一般に広めた。「トム・クランシーは、スリラーだけでなく、ポップカルチャー全般の一時代を築いた」と、作家であり、国際スリラー作家協会のマーケティング・チェアであるJon Landは語っている。「冷戦が最後に熱くなり現代戦の新時代に突入したレーガン時代の考え方や精神を、これ以上に表現した人は誰もいなかった。クランシーの本は、何百万人もの新しい読者を巻き込んでスリラーというジャンルを再活性化させるとともに、私たちの恐怖心を利用し、私たちの精神を定義するのに役立った。」
本書は、1970年代後半のベトナム戦争での苦い敗北と外交政策の失敗に耐えてきたアメリカの軍と政府への信頼を回復するのに役立った。また本書は、ベストセラーリストの対象となる書籍の販売を廉価版のペーパーバック（マスマーケット）からハードカバーに戻すきっかけとなった。この傾向は、スティーブン・キング、クライヴ・カッスラー、マイケル・クライトン、およびダニエル・スティールなど、他の「有名ブランド」作家が後に続いた。
2018年4月20日、「レッド・オクトーバーを追え」は、米国公共放送サービスによる新しいシリーズであるマルチプラットフォーム戦略「The Great AmericanRead」の一環として編集された、米国で最も愛されている100冊のリストに含まれた。
本書は、Netflixウェブテレビシリーズ「ストレンジャー・シングス」第3シーズンのティーザー広告であるフェイクCMに登場し、2018年7月16日に公開された。